# Biscuit (keramiek)

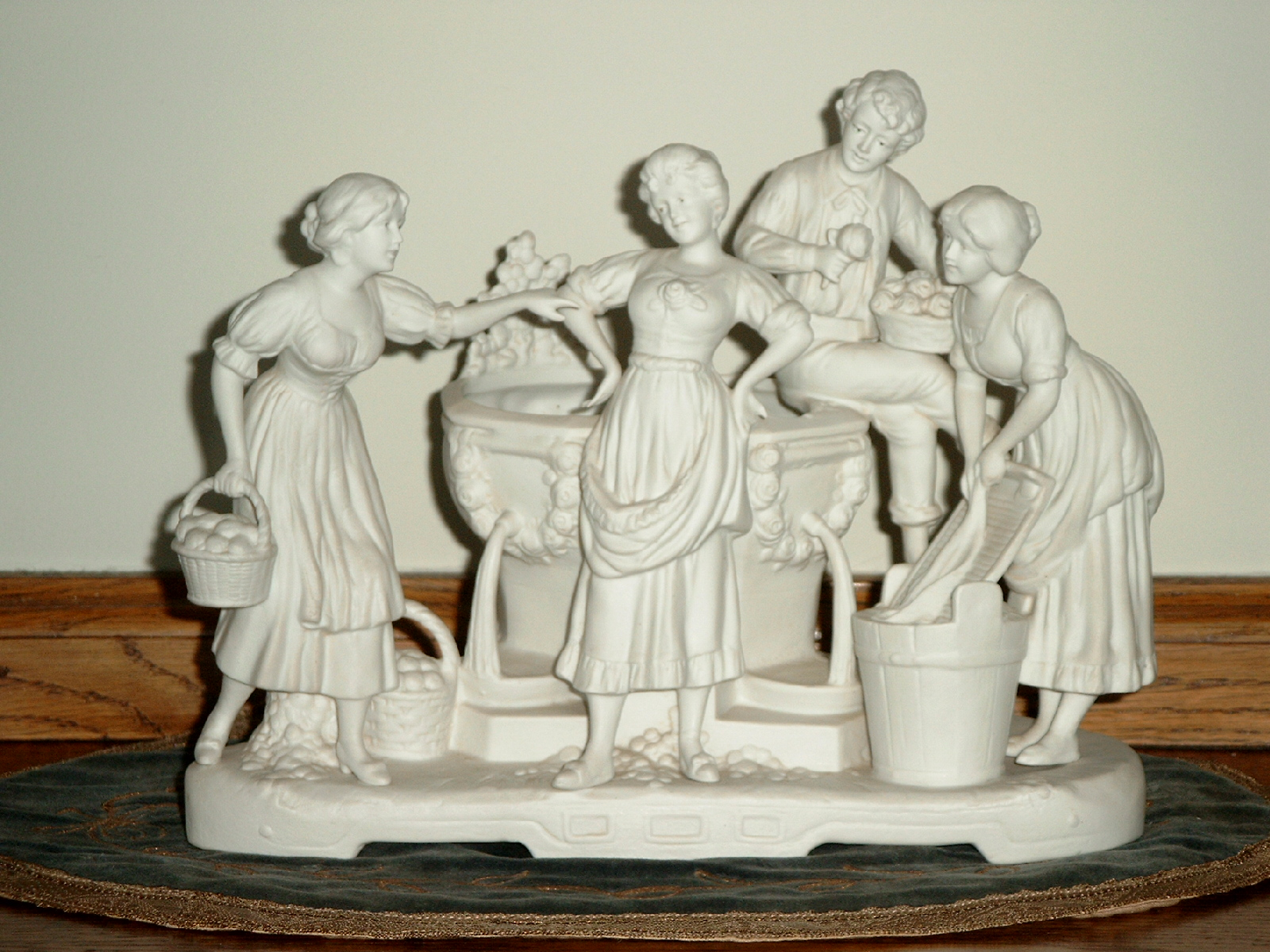
Biscuit

Biscuit is keramiek (aardewerk, steengoed of porselein) dat slechts eenmaal zonder glazuur is gebakken. Meestal is dit een halffabricaat: het biscuit wordt beschilderd met glazuurverf en daarna nogmaals (bij een hogere temperatuur) gebakken.
Aardewerkbiscuit wordt bij ongeveer 900°C gebakken. Porseleinbiscuit bij een hogere temperatuur.
Biscuit is matglanzend. Omdat biscuit geen beschermende glazuurlaag heeft is het poreus en kwetsbaar.